# Ланцов, Борис Александрович
Бори́с Алекса́ндрович Ланцо́в (25 сентября 1925, Ульяновск — 22 марта 1982, там же) — советский хозяйственный, государственный и политический деятель; председатель Ульяновского горисполкома (1969—1977).

## Биография
Родился в 1925 году в Ульяновске. Член КПСС.
Окончил школу в 1941 году. Работал на заводе им. Володарского — слесарем, технологом, начальником технологического бюро, заместителем и начальником инструментального цеха, начальником инструментального отдела. В 1946 году без отрыва от производства окончил Ульяновский механический техникум.
В 1961 года — секретарь парткома машиностроительного завода им. Володарского, с декабря 1964 — второй секретарь Ульяновского горкома КПСС. В 1967 году заочно окончил Куйбышевский плановый институт.
В 1969—1977 годы — председатель исполкома Ульяновского горсовета, с 1977 — секретарь Ульяновского обкома КПСС по промышленности и строительству.
Избирался депутатом (от Ульяновской области) Верховного Совета РСФСР 8-го (1971—1975) и 9-го (1975—1980) созывов.
Умер 22 марта 1982; похоронен на Северном (Ишеевском) кладбище Ульяновска.

## Награды
- орден Трудового Красного Знамени[1]
- орден «Знак Почёта»[1]
- орден Дружбы народов[1]
- медали[1]:
  - «За доблестный труд в Великой Отечественной войне 1941-1945 гг.»
  - «За доблестный труд. В ознаменование 100-летия со дня рождения В. И. Ленина»
  - «30 лет Победы в Великой Отечественной войне 1941—1945 гг.»
- Почётный гражданин Ульяновской области (1996)[1]